# Consalvi-Paradoxon
Das Consalvi-Paradoxon ist ein 1801 von Kardinalstaatssekretär Ercole Consalvi bei den Verhandlungen zum Konkordat von 1801 zwischen Consalvi und französischen Ersten Konsul Napoleon Bonaparte formuliertes Paradoxon der Kirchengeschichte.

## Geschichtliches Umfeld
In dem Konkordat vom 15. Juli 1801, das Napoleon als Vertreter der Ersten Republik und Kardinal Consalvi als Vertreter des Kirchenstaates unterzeichneten, erkannte Papst Pius VII. die Französische Republik, den Zivilstand der Katholischen Kirche und die von Napoleon angeordnete Entlassung aller Bischöfe an.
Von 1775 bis 1799 unter dem Pontifikat Pius VI. musste sich die Kirche starken staatlichen Eingriffen entgegenstellen. Kaiser Joseph II. führte in Österreich mit der Politik des Josephinismus eine sich am aufgeklärten Absolutismus orientierende Staatskirche ein. Im Jahre 1796 wurde der Kirchenstaat von französischen Truppen besetzt. Napoleon Bonaparte schloss am 19. Februar 1797 den Frieden von Tolentino, der mit Gebietsabtretungen des Kirchenstaates an Frankreich verbunden war. Der Kirchenstaat verpflichtete sich zur Zahlung einer Buße von 30 Millionen Lire an Frankreich. Als er sich daraufhin mit Österreich und Neapel verbündete, griffen die Franzosen erneut an und riefen am 15. Februar 1798 in Rom die Republik aus. Der Papst wurde für abgesetzt erklärt und zunächst nach Siena, dann nach Florenz verbannt. Bereits schwerkrank, wurde er schließlich nach Frankreich verschleppt, wo er am 29. August 1799 in Valence starb.
Nach der Entführung und dem Tod Pius’ VI., schon zu seinen Lebzeiten auch „der Letzte“ genannt, schien die katholische Kirche am Ende zu sein. Erst im folgenden Winter konnten die Kardinäle unter österreichischem Schutz in der Republik Venedig zu einem Konklave zusammentreten, aus dem im März 1800 Pius VII. hervorging.

## Paradoxon
Die Zähigkeit, mit der Consalvi als Kardinalstaatssekretär die Verhandlungen führte, brachte Napoleon an den Rand der Verzweiflung. Eines Tages verlor er die Geduld und stellte Consalvi folgende Frage:

„Ist Ihnen klar, Eminenz, dass ich Ihre Kirche jederzeit zerstören kann?“

Die Antwort von Consalvi war:

„Ist Ihnen klar, Majestät, dass nicht einmal wir Priester das in achtzehn Jahrhunderten fertiggebracht haben?“

Diese Antwort ging in die Kirchengeschichte als Consalvi-Paradoxon ein. Man kann die Kirchengeschichte als Heiligenepos und Heldengeschichte, aber auch als Sünden- und Kriminalgeschichte beschreiben. Eine nach dem Maß des eigenen Ideals oft versagende una, sancta, catholica et apostolica ecclesia existiert in eigenartiger Stärke mit wechselndem geistlichem und weltlichem Personal seit zwei Jahrtausenden.